# Cunoaștere

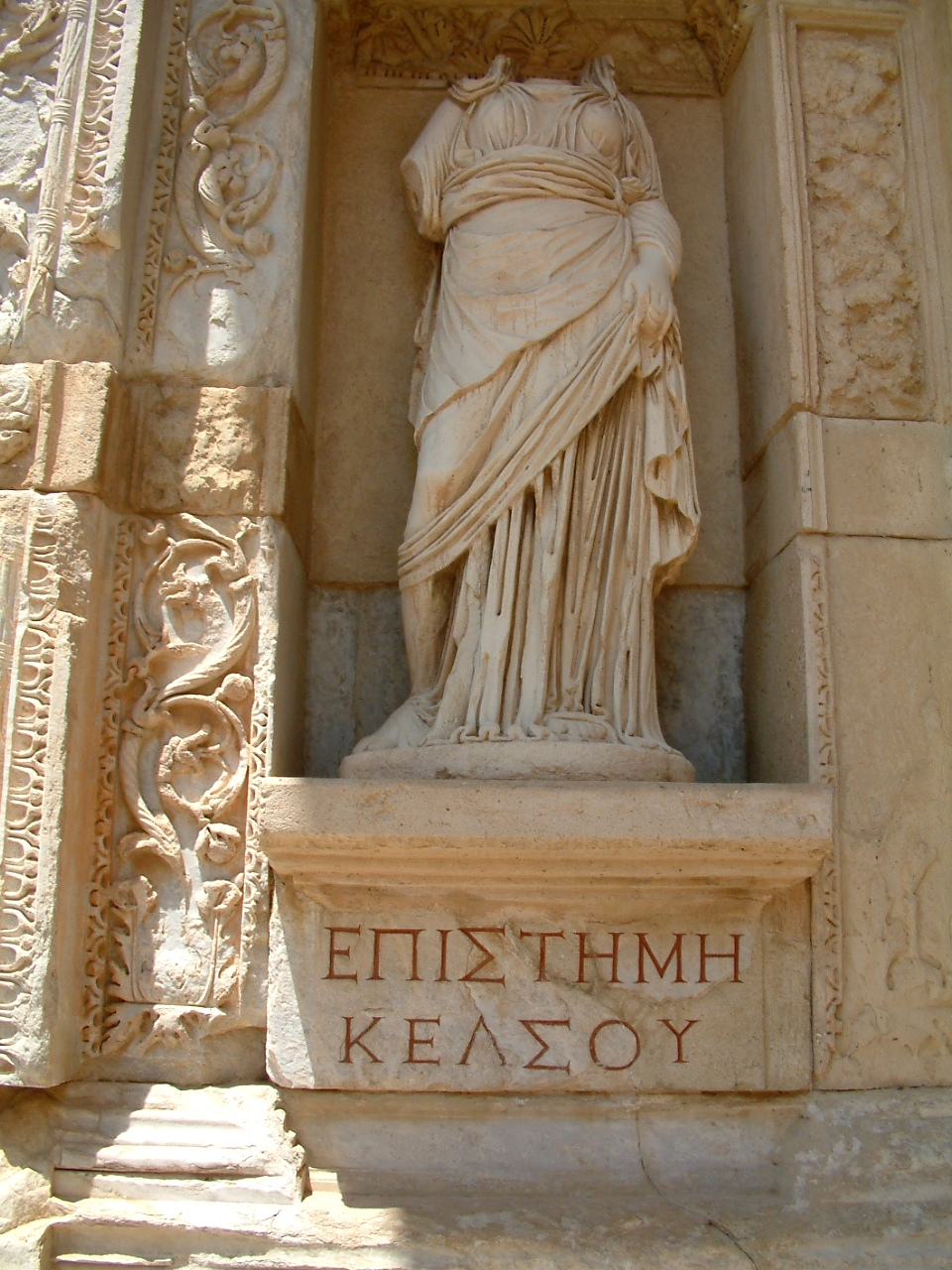
Personificarea cunoașterii (Greacă Επιστημη, Episteme) în Biblioteca Celsus din Ephesus, Turcia.

Cunoașterea este familiarizarea cu cineva sau ceva, ce poate include fapte, informații, descrieri sau abilități dobândite prin experiență sau educație. Se poate referi la înțelegerea teoretică sau practică a unui subiect. Poate fi implicită (cum ar fi abilitatea practică sau experiența) sau explicită (cum ar fi înțelegerea teoretică a unui subiect) și poate fi mai mult sau mai puțin formală sau sistematică. În filozofie, studiul cunoașterii este numit epistemologie și filozoful Platon a dat faimoasa definiție a cunoașterii drept „convingere adevărată justificată”. Cu toate acestea, nu există o singură definiție a cunoașterii unanim acceptată și sunt numeroase teorii care o explică. 
Acumularea de cunoștințe implică procese cognitive complexe: percepție, comunicare, asociere și raționare, în timp ce cunoașterea este de asemenea legată de capacitatea de conștientizare a ființelor umane.

## Teorii ale cunoașterii

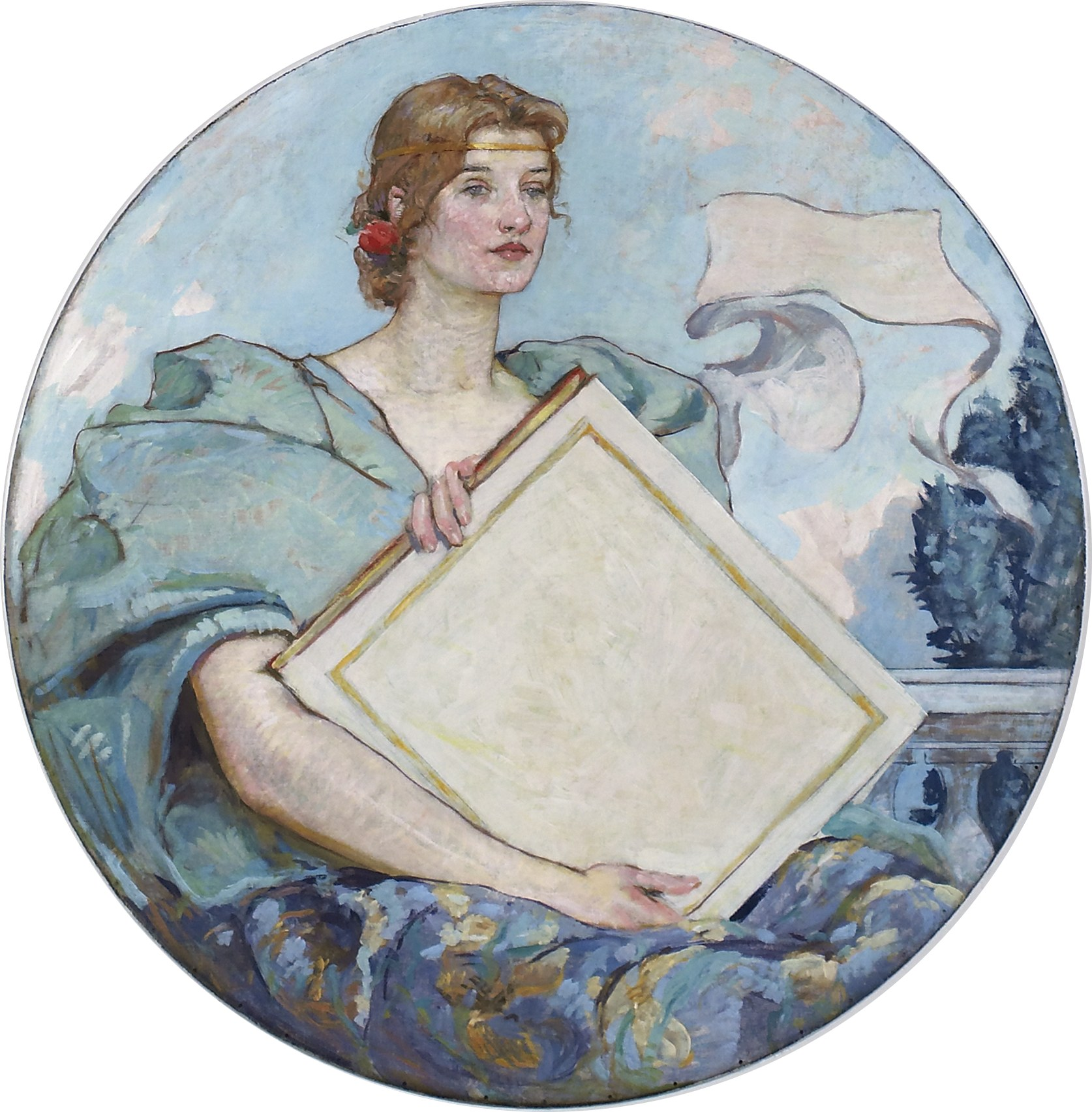
Robert Reid, Cunoaștere (1896). Clădirea Thomas Jefferson, Washington, D.C.

| “ | Eventuala demarcație între filozofie și știință a fost făcută posibilă prin ideea că esența filozofiei era „teoria cunoașterii”, o teorie distinctă față de științe pentru că stătea la baza acestora... Fără această idee, a unei „teorii a cunoașterii”, este dificil de imaginat ce ar fi fost „filozofia” în epoca științei moderne. | ” |

Definiția cunoașterii este un subiect dezbătut în continuare de către filozofi în domeniul epistemologiei. Definiția clasică, descrisă dar nu complet aprobată de către Platon, susține că o afirmație trebuie să întrunească trei criterii pentru a fi considerată cunoaștere: trebuie să fie justificată, adevărată și credibilă. Unii susțin că aceste condiții nu sunt suficiente, cum ar fi condiția suplimentară a lui Simon Blackburn, conform căreia nu trebuie să spunem că cei care întrunesc oricare dintre aceste condiții „prin eroare, omisiune sau eșec” au cunoaștere.
În contrast cu această abordare, Wittgenstein a observat, urmărind paradoxul lui Moore, că cineva poate spune „o crede și să nu fie așa”, însă nu poate spune „o cunoaște și să nu fie așa”. El continuă să argumenteze că acestea nu corespund unor stări mentale distincte, ci mai degrabă unor modalități distincte de a vorbi despre convingere. Ce diferă aici nu este starea mentală a vorbitorului, ci activitatea în care acesta este implicat. Din acest punct de vedere, a ști că ceainicul fierbe nu presupune să fii într-o stare mentală specifică, ci a efectua o operație specifică pe afirmația că ceainicul fierbe. Wittgenstein a căutat să depășească dificultatea definiției observând modul în care „cunoașterea” este folosită în limbajul natural. El privea cunoașterea ca un caz de recunoaștere a familiarității. Mergând pe această idee, „cunoașterea” a fost reconstruită ca un concept separat, care evidențiază trăsăturile relevante, dar care nu este ilustrat în mod adecvat de nicio definiție.
-Intenționalitatea definește predeterminarea acțiunii în real prin construcția unui model de acțiune în mintea subiectului. 
-Raționalitatea definește căutarea, identificarea, explicitarea cauzală și utilizarea tuturor formelor, proprietăților și relațiilor între proprietăți, care permit subiectului să realizeze o anume transformare de stare în realitate, sau să explice cauzal o anume stare observată ori construită experimental.
-Valorizarea este consecința evaluării utilității rezultatelor dobândite printr-o anume cunoaștere, printr-o acțiune configurantă sau explicantă cauzal de modalitate.
Funcția cognitiva implică conștiența subiectului, implică capacitatea acestuia de a modela realitatea în mintea sa, de a se modela pe sine ca agent purtător de conștiență și creator de cunoaștere, dar și de a se separa de modelele de sine și de realitate, tratându-se pe sine ca sursă a modelării și conștientizării modelării realității.
Conștiența sumar caracterizată este proprietatea sistemului de a se identifica, diferenția structural și dinamic, poziționa și orienta intențional operant, în diferite cuplaje cu sine și prin sine cu mulțimea stărilor ambientului. 
Cunoașterea umana implică socializare interactiv cognitivă, ea se desfășoară într-un spațiu natural amenajat, spațiul real-societal, alcătuit din părți prelucrate ale realității, indivizi cunoscători și mulțimea efectelor acțiunilor cognitive.
Membrii societății își descriu și comunică între ei, atât propriile individualizări, performanțe și opțiuni cognitive cât și pe ale semenilor. Socializarea cognitivă duce atât la cooperare cât și la conflict în spațiile cunoașterii cu toate consecințele cunoscute.
Calitatea cunoașterii depinde de instrumentele conceptuale și experimentale utilizate pentru dobândirea și folosirea ei.
Convențional putem separa cunoaștere concretă și abstractă. Cunoașterea concretă poate fi practică sau intuitivă. Cunoașterea abstractă este acțiune corelantă între serii de familii de forme sau familii de proprietăți, care conduc la o anume stare sau o dependență precisă între o serie de stări.
Cunoașterea abstractă caracterizantă de obiect și proces fenomenal sau social își definește componentele obiect, relație și proprietate, precum și procedurile specifice de manipulare distinctă a obiectelor, regulile de conectare între acțiunile operante și traseul conexiunilor argumentate care indică posibilitatea realizării sau negarea posibilității realizării unei anume configurații într-un spațiu obiectual determinat. 
Cunoașterea practică vizează realizarea directă a unei forme sau mulțimi de forme conectate funcțional, acesta este cazul proiectării și realizării de obiecte, funcții și utilități prin unelte materiale.
Cunoașterea formală utilizează operatori și interpretări cantitative, matematice, și este folosită pentru a modela precis, predictiv, utilizând funcții matematice, un segment de fenomenalitate, un aspect metabolic sau conceptual al omului, sau a stabili parametrii și dimensiona dinamic o acțiune socială, o instituție, o anume agregat unealtă, cu o structură și utilitate specifică. 
Putem de asemeni discrimina cunoașterea culturală, care operează cu variabile ambigue precum valori, atitudini, legături sufletești, emoții, contacte, cooperări și conflicte umane. 
În cultură identificăm o cunoaștere concretă, definibilă, asamblabilă și comunicabilă gestual și lingvistic, precum acea cunoaștere 'abstractă' care construiește principii și metode de creație muzicală, picturală, regizorală sau literară, sau principii estetizante.
Fiecare domeniu al cunoașterii are obiecte proprii, reguli generative proprii și strategii evaluante și utilizante proprii, unele accesibile majorității altele extrem de tehnice formal, sau subtil realizante estetic, inaccesibile omului mediu.
Este cunoscut ca aparatul matematic utilizat în construcția modelelor teoretice actuale ale fizicii este atât de complex logic demonstrant și interpretant, încât nu foarte mulți oamenii îl pot învăța, înțelege corect și aplică creativ la nivel superior.
De asemeni pentru a realiza o pictură, compoziție muzicală, operă literară, sau regizorală, este nevoie de mult talent, multă experiențã și o profundă competență creativă și critic evaluantă, compact definită ca 'inventivitate artistică'. 
Dar și pentru a prelua cât mai mult din ingeniozitatea unei creații și transpune în trăiri personale emotive și conceptuale, din perspectiva spectatorului, cere o calitate subtilă anume 'bun gust autentic'.
Poate cel mai dotat cu potențial critic superior este omul de știință constructor de teorii fenomenale, sau artistul, creatorul de operă de artă, indiferent din ce domeniu, pentru că fără un spontan, profund și atent simt critic-estetic, nu se poate realiza o operă de mare calitate, operă prețuită de numeroase generații timp de decenii, secole sau milenii, operă fundamentală care formează personalitatea umană, îi dăruie valori, imbolduri creative și criterii estetizante.

## Comunicarea cunoașterii
Pot fi utilizate reprezentări simbolice pentru a indica sensul și aceasta poate fi gândită ca un proces dinamic. De aici rezultă că transferul reprezentării simbolice poate fi privit ca un proces de atribuire prin care cunoștințele pot fi transferate. Alte forme de comunicare includ observarea și imitarea, schimbul verbal, precum și înregistrările audio și video. Filosofii limbajului și a semiologii construiesc și analizează teorii ale transferului sau comunicării de cunoștințe.
În timp ce mulți ar fi de acord că unul dintre cele mai importante instrumente universale pentru transferul de cunoștințe este scrisul și cititul (de multe tipuri), există și argumente împotriva utilității cuvântului scris, unii cercetători sceptici vorbind despre impactului său negativ asupra societăților. În colecția sa de eseuri Technopoly, Neil Postman demonstrează argumentul împotriva utilizării scrisului printr-un fragment din lucrarea lui Platon, Phaedrus (Postman, Neil (1992) Technopoly, Vintage, New York, pag 73). În acest fragment, savantul Socrate spune povestea lui Thamus, regele egiptean, și a lui Theuth, inventatorul cuvântului scris. În această poveste, Theuth își prezintă noua invenție "scrisul" regelui Thamus, spunându-i lui Thamus că noua sa invenție "va îmbunătăți atât înțelepciunea cât și amintirea egiptenilor" (Postman, Neil (1992) Technopoly, Vintage, New York, pag 74 ). Regele Thamus este sceptic privind această nouă invenție și o respinge ca instrument de reculegere, mai degrabă decât de cunoștințe reținute. Acesta susține că cuvântul scris va infecta poporul egiptean cu cunoștințe false, deoarece acestea vor fi în măsură să ajungă la fapte și povestiri dintr-o sursă externă și nu vor mai fi obligați să rețină mental cantități mari de cunoaștere ei înșiși (Postman, Neil (1992) Technopoly, Vintage, New York, pag 74).
Teoriile moderne timpurii clasice ale cunoașterii, în special cele care avansează empirismul influent al filosofului John Locke, s-au bazat în mod implicit sau explicit pe un model al minții, care a comparat idei cu cuvinte. Această analogie între limbaj și gândire a pus bazele unei concepții grafice a cunoașterii în care mintea a fost tratată ca o masă (un recipient de conținut) care a trebuit să fie aprovizionată cu fapte reduse la litere, cifre sau simboluri. Acest lucru a creat o situație în care alinierea spațială a cuvintelor pe pagină oferea o greutate mare cognitivă, atât de mare încât educatorii au acordat o atenție foarte mare structurii vizuale a informațiilor pe pagină și în caiete.
Teoreticienii media, precum Andrew Robinson, subliniază faptul că reprezentarea vizuală a cunoașterii în lumea modernă a fost adesea văzută ca fiind "mai adevărată" decât cunoașterea orală. Acest lucru se încadrează într-o noțiune analitică mai veche în tradiția intelectuală occidentală, în care comunicarea verbală este, în general, considerată că se pretează la răspândirea minciunilor la fel de mult ca și comunicarea scrisă. Este mai greu să se păstreze o evidență a ceea ce s-a spus sau despre care s-a spus inițial - de obicei, nici sursa, nici conținutul nu pot fi verificate. Bârfele și zvonurile sunt exemple predominante în ambele medii. În ceea ce privește valoarea scrierii, amploarea cunoașterii umane este acum atât de mare, iar cei interesați într-o cunoaștere atât de separați în timp și spațiu, încât scrisul este considerată un element esențial pentru captarea și partajarea cunoașterii.
Marile biblioteci actuale pot avea milioane de cărți de cunoaștere (în plus față de operele de ficțiune). Doar de curând tehnologiile audio și video pentru înregistrarea cunoștințelor au devenit disponibile, iar utilizarea acestora necesită în continuare echipamente pentru si electricitate pentru redare. Predarea și transmiterea verbală a cunoștințelor este limitată la cei care ar avea contact cu transmițătorul sau cu cineva care ar putea interpreta o lucrare scrisă. Scrierea este în continuare cea mai disponibilă și mai universală formă de înregistrare și de transmitere a cunoștințelor. Aceasta este fără îndoială tehnologia primara a omenirii pentru transferul cunoașterii de-a lungul veacurilor și pentru toate culturile și limbile lumii.